# 費爾維尤阿爾法 (路易斯安那州)
費爾維尤阿爾法（英語：Fairview Alpha）是位於美國路易斯安那州納基托什堂區和紅河堂區的一個非建制地區。

## 地理
費爾維尤阿爾法所處的海拔為高於海平面54米（即177英呎），而該地所採用的時區為UTC-6，即北美中部時區（CST）。同時該地設有夏令時間，為UTC-6調快一小時，即UTC-5（CDT）。